# St Fergus’s Church

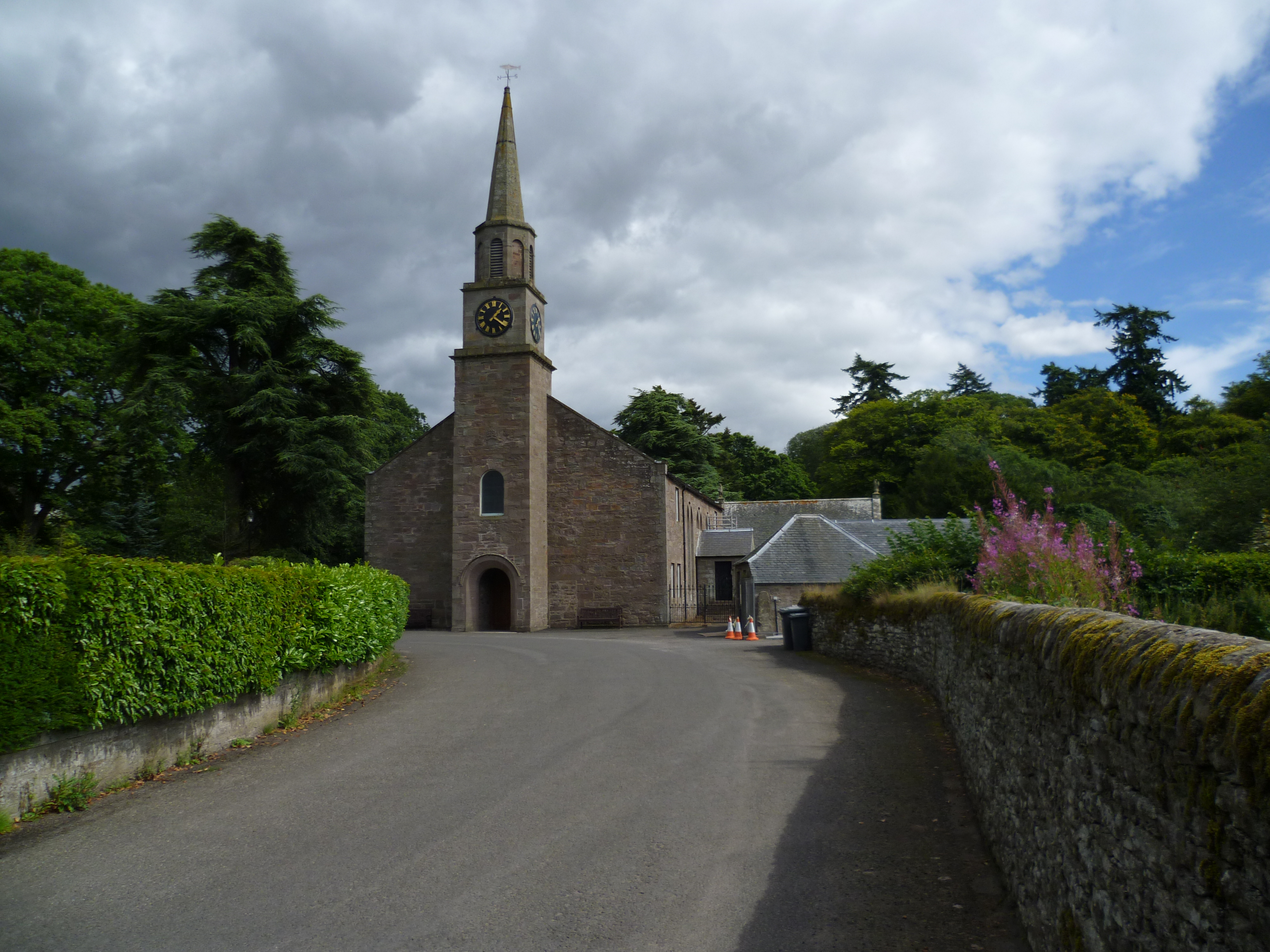
St Fergus’s Church

Die St Fergus’s Church, auch Parish Church of St Fergus, ist ein Kirchengebäude der presbyterianischen Church of Scotland in der schottischen Ortschaft Glamis in der Council Area Angus. 1971 wurde das Bauwerk in die schottischen Denkmallisten in der Kategorie B aufgenommen. Der zugehörige Friedhof ist separat als Kategorie-B-Bauwerk klassifiziert. Auf diesem befindet sich der Kirchenrest Strathmore Aisle, der ein Denkmal der höchsten Kategorie A ist.

## Geschichte
Bereits im 12. Jahrhundert befand sich eine Kirche der Arbroath Abbey am Standort, die 1242 konsekriert wurde. 1459 wurde ein Querhaus hinzugefügt. 1792 wurde das Kirchengebäude abgebrochen und im Folgejahr die heutige St Fergus’s Church errichtet. Der Strathmore Aisle, als erhaltenes Fragment des alten Querhauses, dient seitdem den auf Glamis Castle residierenden Earls of Strathmore als Mausoleum. 1933 wurde der St Fergus’s Church renoviert. Am 6. Mai 1934 wurde die Kirche eingeweiht und nach dem Heiligen Fergus benannt. Gordon Webster schuf 1969 ein Bleiglasfenster.

## Beschreibung
Das Kirchengebäude bildet den nördlichen Abschluss von Glamis. Es ist verhältnismäßig schlicht mit einem schlicht klassizistischen Glockenturm gestaltet. Das Mauerwerk besteht aus grob zu Quadern behauenem Stein. Sämtliche Gebäudeöffnungen sind rundbogig ausgeführt. An den Seiten- sowie der Ostfassade der Saalkirche sind Maßwerke eingelassen. An der Westseite, am Fuße des Turms, befindet sich das Hauptportal mit tiefer Archivolte. Der sich in vier Abschnitten verjüngende Turm weist eine quadratische Grundfläche auf. Ab dem dritten Abschnitt ist der Turm oktogonal geführt. Oberhalb der umlaufenden Rundbogenarkade sitzt ein spitzer Helm.
Der aus dem 15. Jahrhundert stammende Strathmore Aisle wurde im 17. Jahrhundert überarbeitet. Das Mauerwerk des tudorgotischen Kirchenrests besteht aus roten Sandsteinquadern. Die Fenster schließen mit Segment- oder Tudorbögen. An der Südfassade befindet sich eine 1771 eingesetzte Sonnenuhr unterhalb eines Maßwerks. Eine schwarze Marmorgedenkplatte an der Westseite ist von korinthischen Säulen umrahmt.